# François-Xavier Menoud

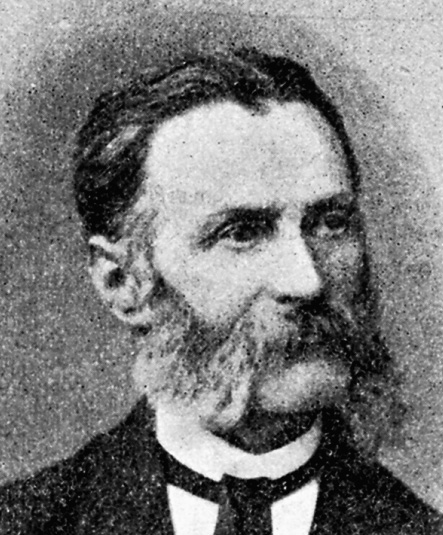
Francois-Xavier Menoud

François-Xavier Menoud (* 26. Juli 1821 in La Magne; † 15. September 1904 in Freiburg; heimatberechtigt in La Magne) war ein Schweizer Politiker.

## Biografie
François-Xavier Menoud wurde als Sohn des Landwirts, Gemeindepräsidenten und Grossrats Joseph Menoud und der Marguerite Menoud geboren. Er heiratete Marie Frossard, Tochter des Kantonsrichters François-Laurent Frossard. 
Nach dem Besuch des Kollegiums St. Michael in Freiburg und Studien in Innsbruck ging er, als 1847 der Sonderbundskrieg ausbrach, ins Exil nach Frankreich. 1852 kehrte er nach Freiburg zurück und setzte sein Rechtsstudium fort. Nach seiner Zulassung als Notar im Jahr 1855 war er von 1857 bis 1876 Gerichtsschreiber am Bezirksgericht Saane.
Menoud war Mitglied der katholisch-konservativen Bewegung und diente von 1856 bis 1901 im Freiburger Grossrat sowie von 1876 bis 1892 als Staatsrat, wo er die Direktionen für Justiz und später Finanzen leitete. Von 1872 bis 1883 war er zudem Ständerat. Zwischen 1881 und 1891 galt Menoud als führende Persönlichkeit der Freiburger Regierung, bevor er von Georges Python in den Hintergrund gedrängt wurde. Auf Menouds Initiative hin wurde die Freiburger Staatsbank gegründet, als deren Generaldirektor er von 1892 bis 1900 wirkte. Die Bank sollte die Universität Freiburg, das Hauptwerk der konservativen Regierung, finanzieren.